# Sẻ hồng Nepal
Sẻ hồng Nepal (Carpodacus nipalensis) là một loài chim thuộc họ Fringillidae.
Chúng được tìm thấy ở Bhutan, Trung Quốc, Ấn Độ, Lào, Myanmar, Nepal, Pakistan, Thái Lan, và Việt Nam. Môi trường sống tự nhiên của chúng là các vùng cây bụi ở khu vực cao nhiệt đới hoặc cận nhiệt đới.

## Hình ảnh

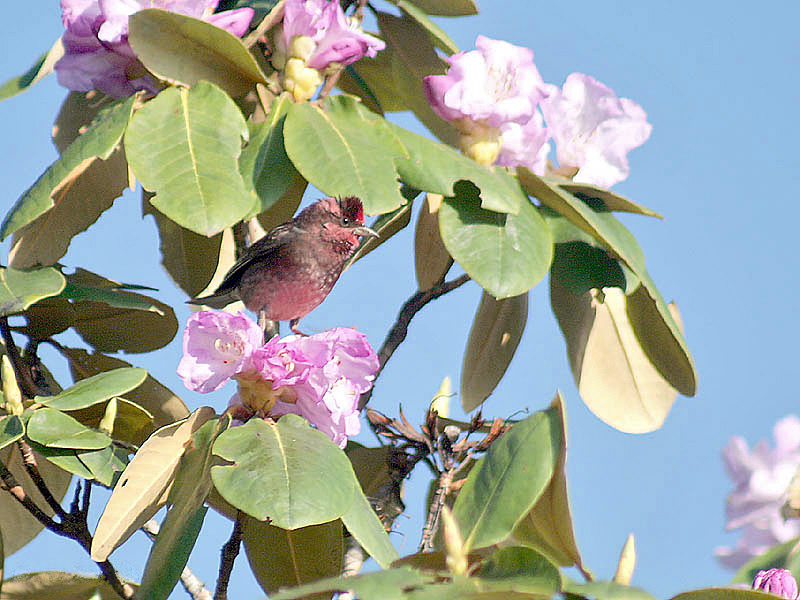
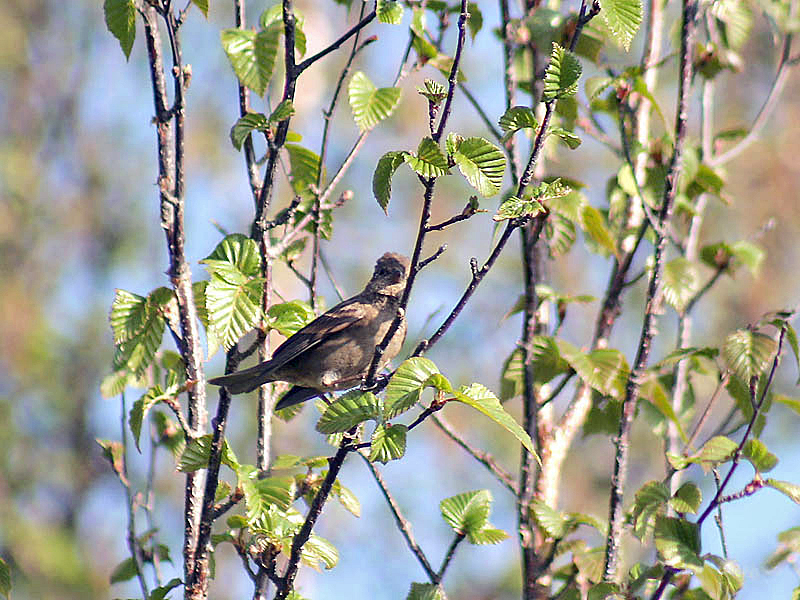
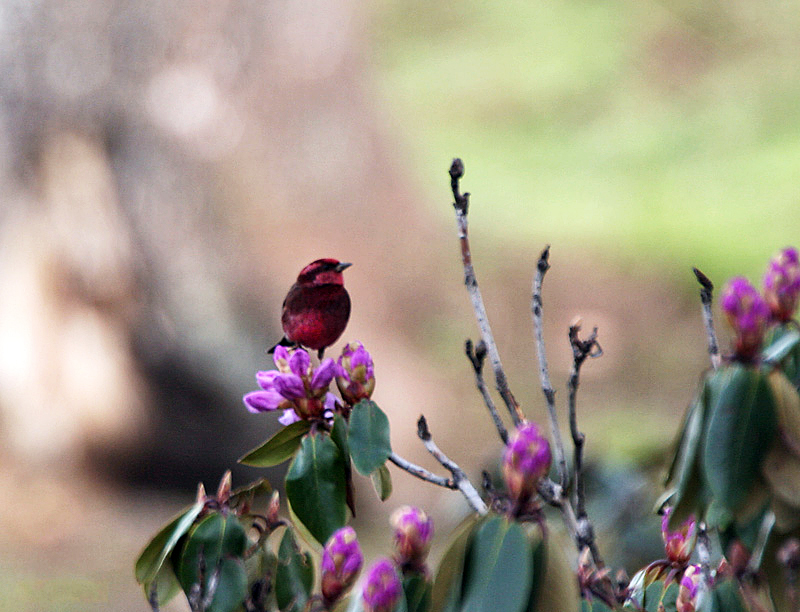